# Тэтэрушану, Чиприан
Антон Чиприан Тэтэрушану (рум. Anton Ciprian Tătărușanu; род. 9 февраля 1986, Бухарест) — бывший румынский профессиональный футболист, выступавший на позиции вратаря.

## Карьера

### Клубная
Тэтэрушану начал свою футбольную карьеру в клубе Лиги II «Ювентус» из Бухареста. Спустя некоторое время перебрался в клуб «Глория» из города Бистрица. 26 мая 2008 года подписал контракт со «Стяуа». Трансфер обошёлся в 1.5 млн евро. Молодого вратаря тут же отдали в аренду обратно в «Глорию» на сезон. В 2009 году Тэтэрушану стал первым номером «Стяуа».
16 июля 2009 года вратарь дебютировал в Лиге Европы в матче против венгерского «Уйпешта», который «Стяуа» выиграл со счетом 2:0. 2 августа 2009 года Тэтэрушану сыграл свой первый матч в чемпионате Румынии.
В июне 2011 года «Наполи» предлагал 3 млн евро за игрока, но предложение было отклонено руководством «Стяуа».
В июле 2014 перешел в «Фиорентину» на правах свободного агента, подписав контракт до 30 июня 2019 года.
12 сентября 2020 года игрок перешёл в итальянский «Милан». 34-летний голкипер присоединился к «россонери» на постоянной основе за 500 тысяч евро.
10 августа 2023 года было анонсировано, что Тэтэрушану присоединится к саудовскому клубу «Абха».
11 сентября 2024 года Тэтэрушану объявил в своем аккаунте в социальных сетях, что завершил футбольную карьеру.

### В сборной
Чиприан Тэтэрушану дебютировал в национальной сборной Румынии 17 ноября 2010 года в матче со сборной Италии, завершившимся со счетом 1:1. С тех пор являлся основным вратарем команды.
19 ноября 2020 года, после матча Лига наций УЕФА 2020/2021 против сборной Северной Ирландии, которая закончилась в ничью 1-1, Тэтэрушану публично анонсировал завершение карьеры в сборной.

## Достижения
«Стяуа»
- Чемпион Румынии: 2012/13, 2013/14
- Обладатель Кубка Румынии: 2011
- Обладатель Суперкубка Румынии: 2013

«Милан»
- Чемпион Италии: 2021/22

Личные
- Футболист года в Румынии: 2015[9]